# Aéroport de Trois-Rivières
L'aéroport de Trois-Rivières (code IATA : YRQ • code OACI : CYRQ) est un complexe aéroportuaire public construit en 1963 se situant à Trois-Rivières, Québec, Canada. Il est classé comme aéroport d'entrée (en) par Nav Canada et est doté de l'Agence des services frontaliers du Canada. L'aéroport se situe aux abords de l'autoroute 55. L’aéroport de Trois-Rivières compte plus de 21 500 mouvements d’avions par année. Il accueille, entre autres, des vols d’affaires, des vols touristiques, du nolisement et une prestigieuse école de pilotage. 

## Histoire
Au cours des années 1950, l'implantation d'un aéroport devient un sujet prioritaire au sein de la chambre de commerce de Trois-Rivières en vue de stimuler l'enracinement de nouvelles industries, notamment en facilitant le transport des chefs d'entreprises. L'initiative est portée par Frank Spénard, ancien président de la chambre de commerce, qui convainc le conseiller municipal André O. Dumas des avantages qu’un tel projet représenterait pour la région. 
En 1955, la chambre de commerce identifie un lotissement approprié et amorce des démarches auprès du ministère des Transports. Trois ans plus tard, la Ville acquiert le terrain et le cède au gouvernement du Canada. L’aéroport de Trois-Rivières est officiellement inauguré le 22 octobre 1961 par le ministre fédéral des Transports et député de Trois-Rivières, Léon Balcer. À l’origine, il se compose uniquement d’une piste d’atterrissage de 1 829 mètres (6 000 pieds), sans aérogare. L'événement d’inauguration attire plus de 20 000 personnes et plusieurs appareils sont présents pour l’occasion.
En 1963, une aérogare est construite, dont l’architecture est réalisée par Jean-Louis Caron, connu pour ses travaux sur plusieurs lieux de culte de la ville. Dès l’année suivante, en 1964, Air Canada commence à desservir Trois-Rivières, mais ce service prend fin au début des années 1970. L’aéroport est alors utilisé de plus en plus à des fins récréatives.
En 1984, lors d’un sommet économique régional, son développement est identifié comme une priorité pour la région. Après plusieurs années de démarches, la Ville de Trois-Rivières devient officiellement propriétaire de l’aéroport en 1995 et entreprend immédiatement d’importants travaux de réfection.
Depuis 2002, la gestion de l’aéroport est assurée par Innovation et Développement économique (IDE) Trois-Rivières. L’aéroport enregistre en moyenne 21 500 mouvements d’avions par an, accueillant des vols d’affaires, touristiques, de nolisement et du transport de marchandises. Il est accessible 24 heures sur 24.

En 2023, des travaux d'agrandissement sont entrepris afin de moderniser l’aérogare, qui a dépassé sa fin de vie utile. Une nouvelle aérogare est construite, tandis que l’ancienne est transformée en salle d’attente. Parallèlement, IDE Trois-Rivières met en place un plan stratégique visant à faire de l’aéroport une plaque tournante du transport aérien et de l’industrie aéronautique. Ce plan inclut la bonification des vols d’affaires vers des destinations comme Toronto, Ottawa et les Maritimes, ainsi que le développement du transport vers le Grand Nord, notamment pour soutenir les industries minières et les communautés autochtones.

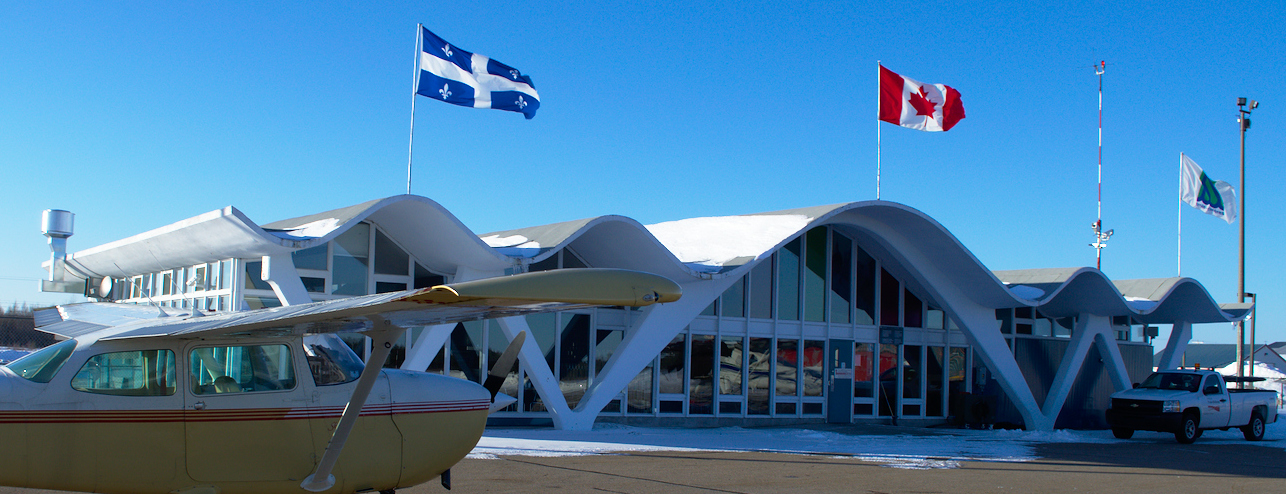
L'aérogare de Trois-Rivières en mars 2014.

## Vols cargo
La compagnie Fedex transportait des colis et du courrier jusqu'en 2012[réf. nécessaire].

## Vols internationaux
En avril 2009, des travaux d'allongement de la piste d'atterrissage de l'aéroport ont eu lieu ajoutant 914 mètres de plus pour atteindre 2 744 mètres, permettant d’accueillir des appareils tels que Boeing 737 et Airbus A320 ,. 
Sunwing Airlines devait être la première compagnie aérienne à desservir l'aéroport trifluvien pour des vols internationaux en direction des destinations des Caraïbes,, mais n'ayant pas reçu les permis nécessaires du gouvernement fédéral, Sunwing ne pourra donc pas voler en 2009 depuis l'aéroport . 

## Industrie aéronautique
Le site loge plusieurs compagnies œuvrant dans le secteur de l'aéronautique. Il s'y trouve la plus grande concentration d'entreprises liées à l'aviation au Québec, à l'extérieur de Montréal.

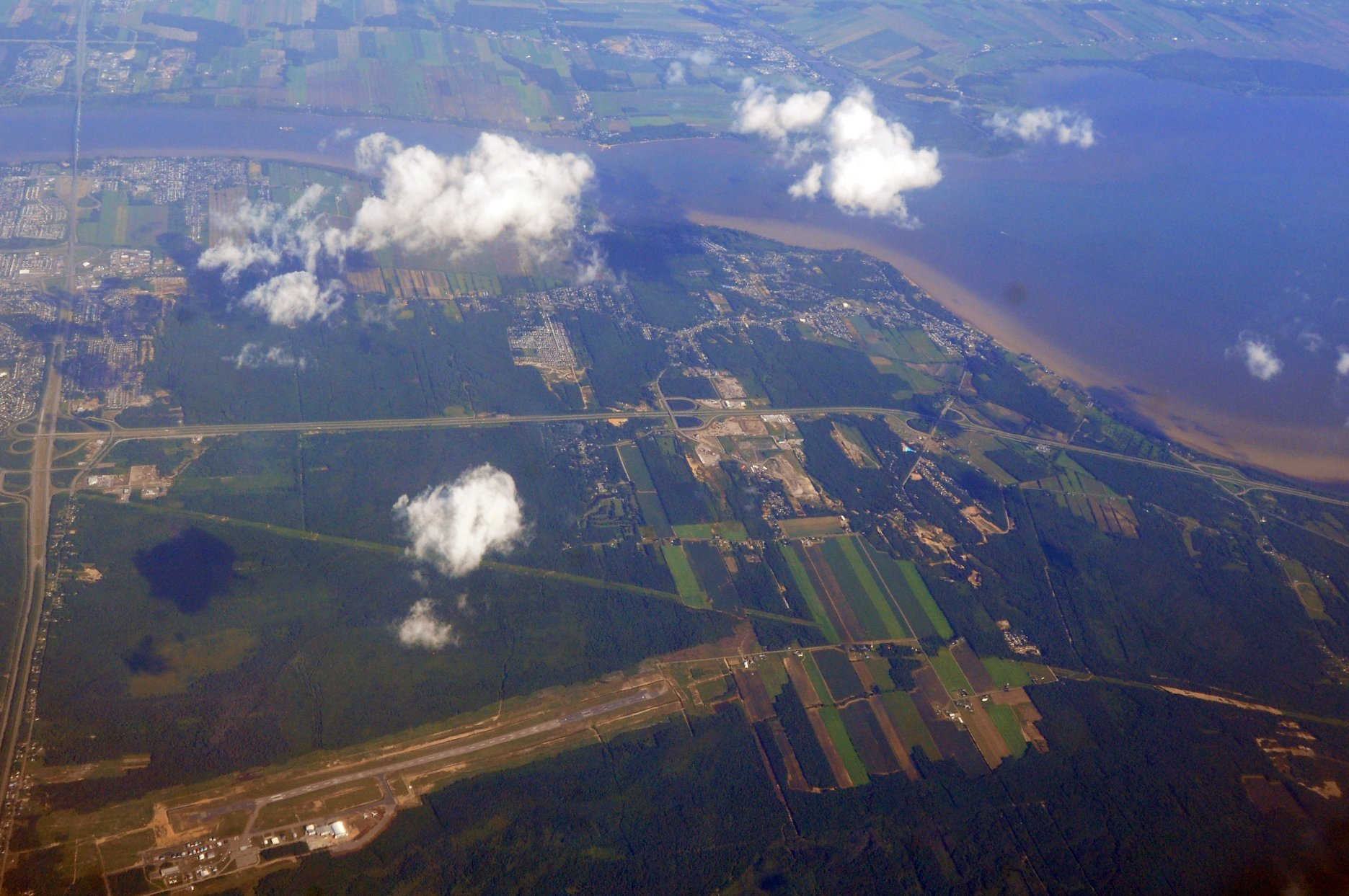
L'aéroport de Trois-Rivières vu des airs, avec le lac Saint-Pierre à sa droite.
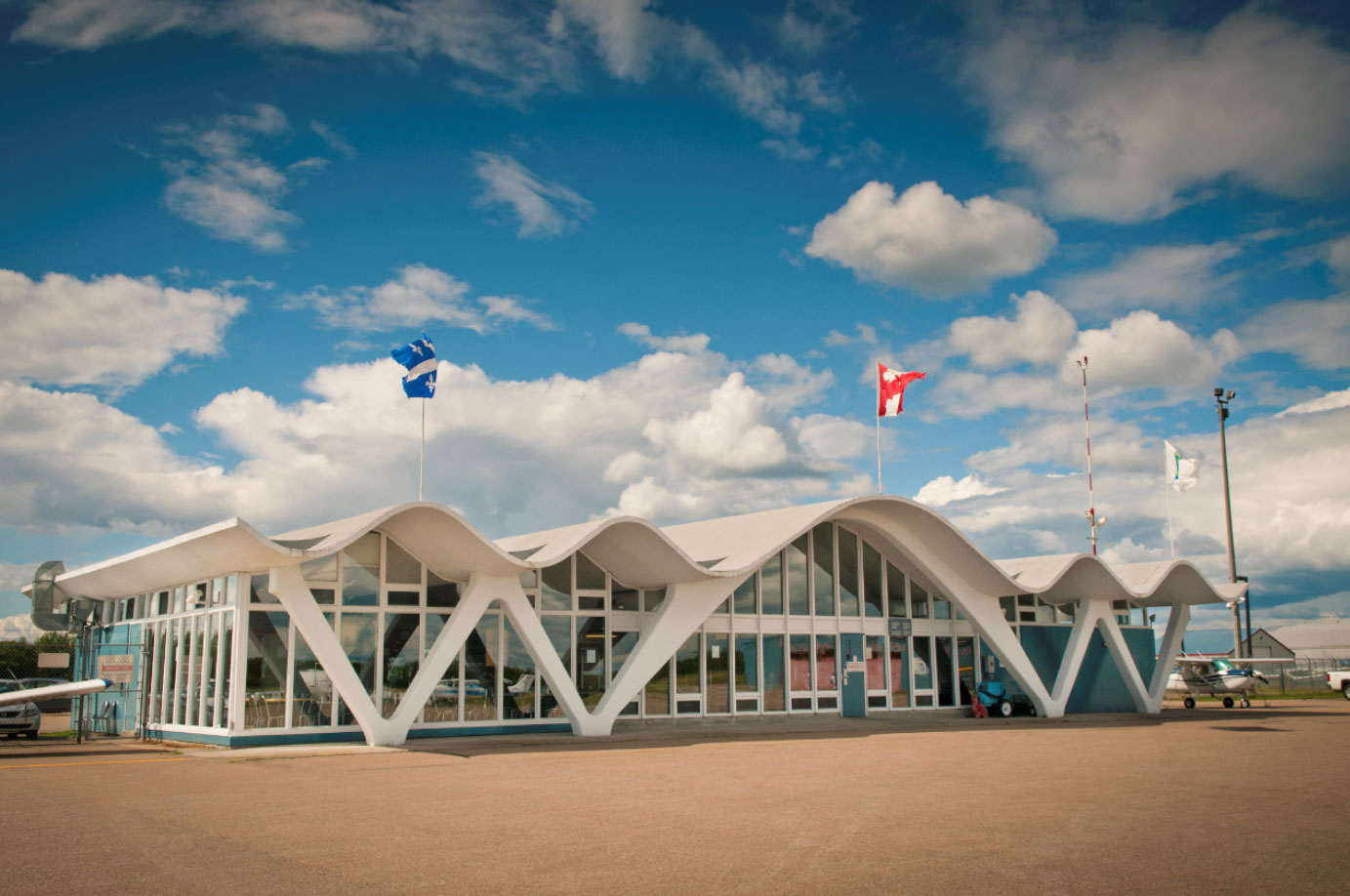
Aérogare de Trois-Rivières (YRQ) en juin 2018.
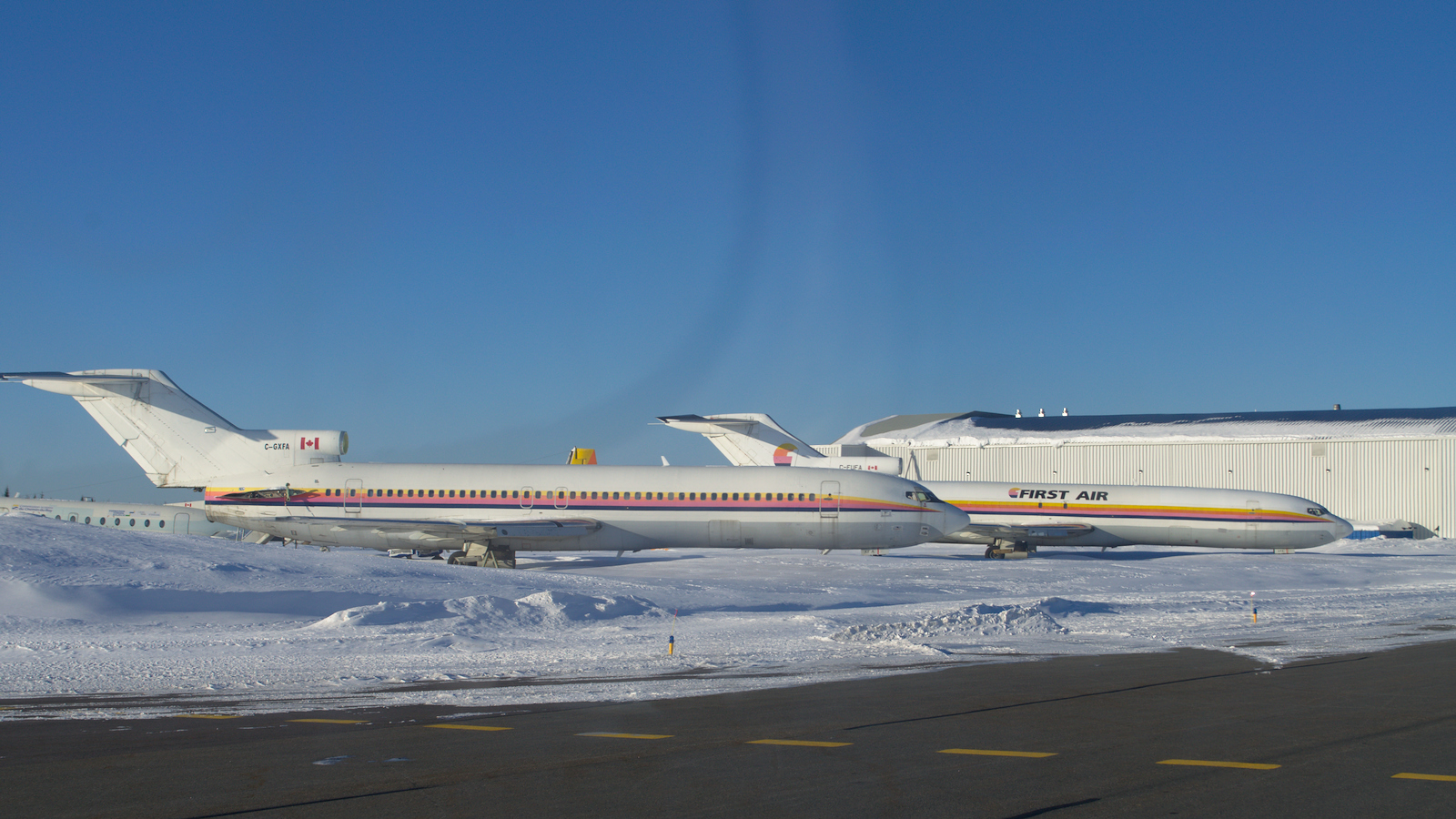
Boeing 727 à Trois-Rivières.
Logo Aéroport de Trois-Rivières.